# Funaria orizabensis
Funaria orizabensis là một loài Rêu trong họ Funariaceae. Loài này được Müll. Hal. mô tả khoa học đầu tiên năm 1874.